# 별방창원로
별방창원로(Byeolbangchangwon-ro)는 충청북도 단양군 영춘면군간교삼거리에서 영월군 남면창원삼거리를 잇는 도로이다.

## 주요 경유지
충청북도
- 단양군 (영춘면)

강원도
- 영월군 (남면)

## 노선 경로
| 이름                  | 접속 노선                     | 경유지          | 경유지          | 비고                    |
| 남한강로와 직결       | 남한강로와 직결               | 남한강로와 직결 | 남한강로와 직결 | 남한강로와 직결         |
| --------------------- | ----------------------------- | --------------- | --------------- | ----------------------- |
| 군간교삼거리          | 강변로                        | 단양군          | 영춘면          | 지방도 제522호선과 중복 |
| 사지원교              |                               | 단양군          | 영춘면          | 지방도 제522호선과 중복 |
| 영춘면사지원리 교차로 | 사지원1길 장발도방동길        | 단양군          | 영춘면          | 지방도 제522호선과 중복 |
| 별방교                |                               | 단양군          | 영춘면          | 지방도 제522호선과 중복 |
| 별방삼거리            | 지방도 제522호선 (별방만종로) | 단양군          | 영춘면          | 지방도 제522호선과 중복 |
| 사이곡교              |                               | 단양군          | 영춘면          |                         |
| 창원2교               |                               | 영월군          | 남면            |                         |
| 창원삼거리            | 영월로                        | 영월군          | 남면            |                         |

## 주요건물및 시설
- 별방초등학교 (별방창원로 449/별방리 540)
- 사이곡리마을회관 (별방창원로 793/사이곡리 320-6)
- 창원1리마을회관 (별방창원로 1341/창원리 142-2)